# Petit Mont
El Petit Mont (en español, 'pequeño monte') es un promontorio situado en la costa sur de la península de Rhuys, en la comuna francesa de Arzon en Bretaña. Alberga un emplazamiento megalítico que data del período neolítico con el dolmen de Petit-Mont, clasificado como monumento histórico de Francia desde el 5 de agosto de 1904.
Su construcción, dada en tres fases, se inició alrededor del 4600 AC con un montículo bajo según datos obtenidos por datación por radiocarbono. Un siglo más tarde, se construyó un primer cairn, alrededor del 4500 AC, trapezoidal y de unos 30 metros de largo por 20 de ancho, con una primera ampliación donde se añadió un dolmen y una cámara en su interior, en el periodo 4000-3500 AC. Alrededor de 2700-2500 AC el cairn fue ampliado de nuevo levantando las primeras construcciones y en la que se eliminó el primer dolmen: se crearon dos nuevos dólmenes con un solo habitáculo.
Debido a su posición estratégica y privilegiada, desde la que se aprecia toda la bahía de Quiberon, durante la Segunda Guerra Mundial se emplazó en él un búnker de observación.
La cámara que ha llegado hasta época contemporánea, con un volumen de 10 000 m³ y un tamaño 53 m de norte a sur y de 50 m de este a oeste, conserva doce losas grabadas.